# Život i smrt Puškina
Život i smrt Puškina (rus. "Жизнь и смерть Пушкина") - ruski film redatelja Vasilija Gončarova.

## Radnja
Film govori o velikom ruskom pjesniku Aleksandru Puškinu.

## Uloge
- Vladimir Krivcov
- Vladimir Markov

## Vanjske poveznice
- Žizn i smert Puškina na Kino Poisk